# Motorschip

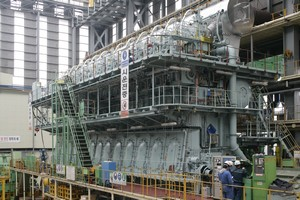
Een moderne scheepsmotor

Een motorschip (m.s.) is een schip dat wordt aangedreven door een motor, meestal een dieselmotor. Het motorschip was de concurrent en de opvolger van het stoomschip.
De komst van het motorschip betekende een verandering van brandstof. In plaats van steenkool werd olie gebruikt, afgezien van enkele stoomschepen die hun stoom door middel van olie opwekten.
Het eerste motorschip ter wereld werd in Rusland te water gelaten in 1903. Dit was de Vandal, die dieselelektrische voortstuwing kende. Dit bood mogelijkheden bij het omkeren van de draairichting van de schroef. Ook in Frankrijk kwam dat jaar een binnenvaartschip met dieselmotor in de vaart, de Petit Pierre. In 1904 volgde met de Franse experimentele duikboot Z het eerste zeegaande schip. Het eerste koopvaardijschip dat werd uitgerust met een dieselmotor was in 1907 de Zweedse Orion. Dit was echter een zeilschip waarbij de dieselmotor van AB Diesels Motorer als hulpmotor fungeerde.
De geschiedenis van het motorschip kan worden gemarkeerd door de Wereldtentoonstelling van 1906 te Milaan, waar de eerste dieselmotor met omkeerinrichting naar patent van Jonas Hesselman werd getoond. Met deze krachtbron kon de schroef weer rechtstreeks worden aangedreven, waardoor de belangstelling voor dieselelektrische aandrijving wegebde. De eerste schepen die hiermee waren uitgerust waren in 1908 de Zweedse kusters Rapp en Schnapp, ook met diesels van AB Diesels Motorer.
De eerste dieselschepen voor de grote vaart waren in 1910 de Italiaanse Romagna die mogelijk opgeleverd werd in oktober en de Nederlandse Vulcanus, gebouwd door de NSM met een motor van Werkspoor. De Romagna verging echter al een jaar later. In 1911 volgde nog de bij Swan Hunter & Wigham Richardson gebouwde Toiler. De Deense Selandia wordt veelal genoemd als het eerste zeegaande dieselschip, maar werd een jaar later opgeleverd. De door Burmeister & Wain gebouwde Selandia was vijfmaal groter dan de Vulcanus en daarmee een belangrijke stap voor dieselschepen.
Tijdens de Eerste Wereldoorlog werden veel onderzeeboten gebouwd die uiteraard van een motor moesten worden voorzien. Hierdoor werd de technologie verder ontwikkeld. Gedurende de jaren 1920 werden de commerciële vloten in snel tempo met motorschepen uitgebreid.

## Elektriciteit

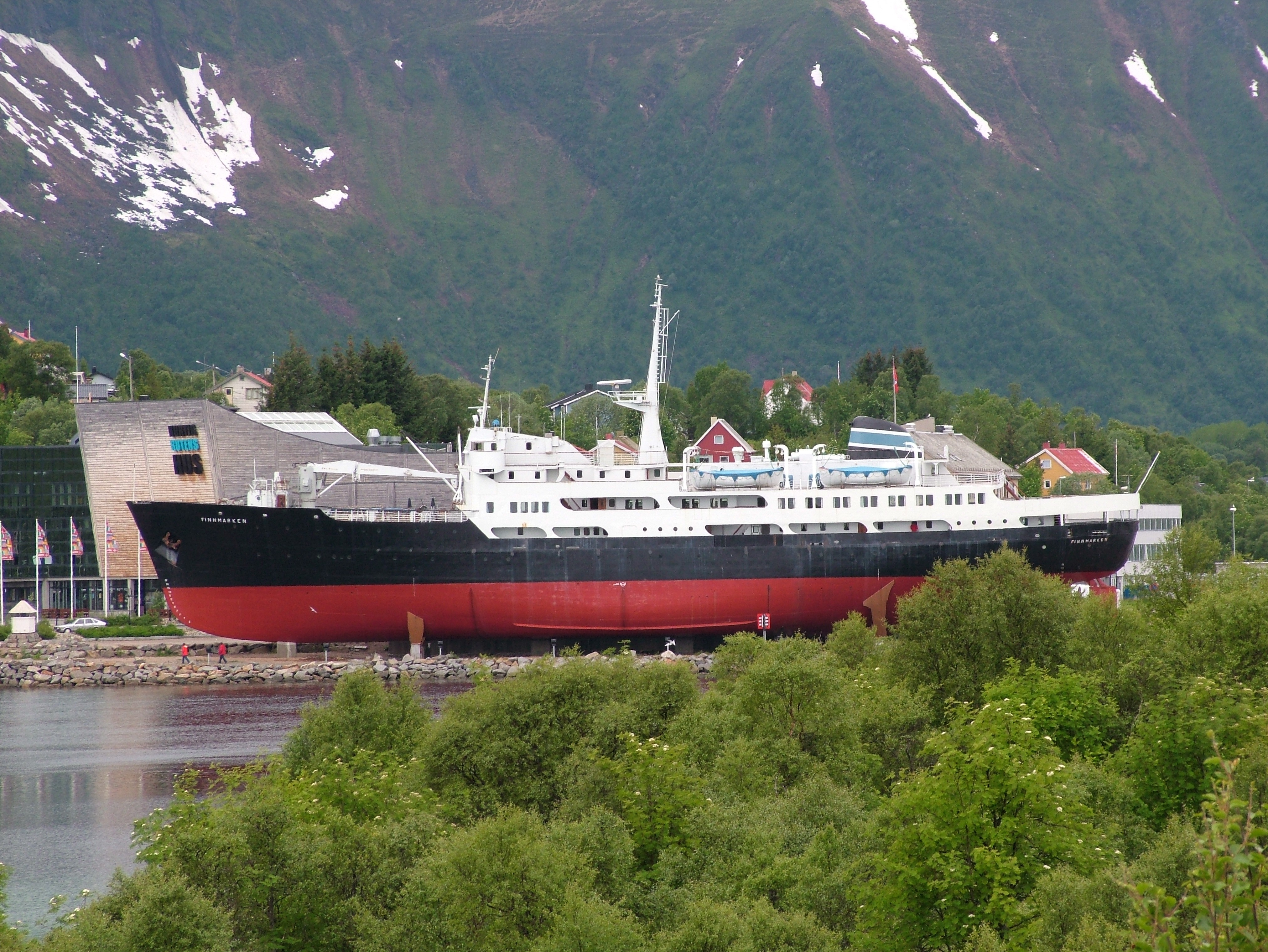
Een zeewaardig motorschip. In tegenstelling tot stoomschepen bevindt de schoorsteen zich ver naar achteren

Bij stoomschepen beperkte de elektrische installatie zich gewoonlijk tot de verlichting. Lieren en dergelijke werden gewoonlijk met stoomkracht aangedreven. Elektrische aandrijving daarvan beperkte zich tot enkele experimenten. De motorschepen kenden daarentegen een uitgebreide elektrische installatie die ook de aan boord aanwezige krachtwerktuigen van energie voorzag.